# EuChemS
La European Chemical Society (EuChemS) è un'organizzazione europea senza scopo di lucro che promuove la collaborazione tra società tecnico-scientifiche nel campo della chimica e delle scienze molecolari.
L'obiettivo dichiarato di EuChemS è sostenere e promuovere la cooperazione tra società senza scopo di lucro, società scientifiche e tecniche attive nel campo della chimica e delle scienze molecolari. 
EuChemS è un'organizzazione associata di IUPAC.

## Storia
L'associazione ha assunto il ruolo e le responsabilità della Federazione delle Società e delle istituzioni professionali chimiche europee in precedenza fondata nel 1970.
Il 26 agosto 2018, la società ha cambiato il suo nome da "Associazione europea per le scienze chimiche e molecolari" (EuCheMS, in breve) a "European Chemical Society" (EuChemS, in breve). Questa modifica è stata ufficialmente annunciata al settimo EuCheMS Chemistry Congress di Liverpool.

## Organizzazione
Angela Agostiano è attualmente presidente e Nineta Hrastelj il segretario generale. I presidenti precedenti includono Floris Rutjes (2020-2022), Pilar Goya Laza (2017-2020) David Cole-Hamilton (2014-2017) Luis Oro (2008-2011) e Ulrich Schubert (2011-2014).
L'organizzazione comprende più di cinquanta associazioni membri (tra cui la Gesellschaft Deutscher Chemiker, la Royal Society of Chemistry, la Società Chimica Italiana), e a sua volta oltre 150.000 chimici provenienti dal mondo accademico e dal settore industriale e da enti governativi da 34 paesi europei. Supporta 19 divisioni e gruppi di lavoro.

## Divisioni
Le divisioni scientifiche (scientific divisions) di EuChemS sono reti di contatti nel proprio settore di competenza che promuovono collaborazione con and altre organizzazioni internazionali. Fra i loro compiti c'è l'organizzazione di conferenze scientifiche nella chimica, nelle scienze molecolari e in altre aree disciplinari.
- Divisione di Chimica Analitica[1]
- Divisione di Educazione Chimica[2]
- Divisione di Chimica e Ambiente[3]
- Divisione di Chimica nelle Scienze della Vita[4]
- Divisione di Chimica Computazionale[5]
- Divisione di Chimica Alimentare[6]
- Divisione di Chimica verde e Sostenibile[7]
- Divisione di Chimica Inorganica[8]
- Divisione di Chimica Nucleare e Radiochimica[9]
- Divisione di Chimica Organica[10]
- Divisione di Chimica Organometallica[11]
- Divisione di Chimica Fisica[12]
- Divisione di Chimica dello Stato Solido[13]
- Divisione di Chimica e Energia[14]
- Gruppo di lavoro per la Chimica per i Beni Culturali[15]
- Gruppo di lavoro per l'Etica in Chimica[16]
- Gruppo di lavoro per la Storia della Chimica[17] [18]

La European Young Chemists' Network (abbreviata a EYCN) è la divisione giovanile di EuChemS.

## Congressi
Dal 2006, congressi di chimici si tengono ogni due anni a livello europeo in vari paesi europei
- 2006 Budapest, dal 27 al 31 agosto con 248 partecipanti provenienti da 57 paesi
- 2008 Torino, dal 16 al 20 settembre con 2100 partecipanti
- 2010 Norimberga, dal 29 agosto al 2 settembre, ospitata dalla Gesellschaft Deutscher Chemiker
- 2012 Praga, dal 26 al 30 agosto
- 2014 Istanbul, dal 31 agosto al 4 settembre
- 2016 Siviglia, dall'11 al 15 settembre
- 2018 Liverpool, dal 26 al 30 agosto [19]
- 2022 Lisbona, dal 28 agosto al 1 settembre
- 2024 Dublino, dal 7 al 11 luglio